# Nicolas Ghesquière
Pour les articles homonymes, voir Ghesquière.
Nicolas Ghesquière est un styliste français, né le 9 mai 1971 à Comines (Nord).
Directeur artistique de la maison de couture Balenciaga de 1997 à 2012, il est nommé directeur artistique des « collections Femme » de Louis Vuitton à la fin de l'année suivante.

## Biographie
Nicolas Ghesquière naît en 1971 à Comines d'un père professeur de sport. Il grandit à Loudun, dans la Vienne. Dès l'adolescence il évoque son intention de devenir styliste. Deux années plus tard, il fait un premier pas dans le monde de la mode au cours d'un stage chez agnès b.,.
Après avoir été « petit assistant » chez Jean Paul Gaultier de 1990 à 1992, il devient indépendant. Il est styliste maille chez Thierry Mugler, designer chez Trussardi et entre chez Balenciaga en 1995, chargé des licences pour le Japon (dont il deviendra un grand habitué) ; il est nommé en 1997 directeur artistique de la collection « Le Dix » (ligne de prêt-à-porter Femme créée par Josephus Thimister) chez Balenciaga.
Autodidacte, il reprend, au départ par « intérim » pour une saison, la maison Balenciaga après le Belge Josephus Thimister. Nicolas Ghesquière  redéfinit la ligne de cette maison qui, depuis 2001, fait partie du groupe de luxe français Kering. Ce dernier lui laisse une grande autonomie de création à partir du moment où les résultats financiers sont présents. En peu de temps, il reçoit d'excellentes critiques par la presse,.
En 2001, il y reçoit le prix international du CFDA pour ses collections de vêtements destinés aux femmes.
En donnant un nouveau souffle à la maison Balenciaga, Nicolas Ghesquière entre dans le cercle fermé des superstars de la mode, des créateurs sur qui il faut désormais compter. Intrigant, original et surdoué, il livre un travail précurseur en matière de tendances. Sa mode, à la fois chic et avant-gardiste, élitiste et futuriste, rend compte d'un imaginaire singulier, empreint notamment de science-fiction, du film Star Wars ou encore de la série culte L’Âge de cristal.
Le sport fait aussi partie de ses influences, comme le montrent ses vêtements gainés et sanglés aux découpes sportswear, qui trouvent les faveurs de personnalités telles que Charlotte Gainsbourg, Françoise Hardy, Kate Moss ou Asia Argento. En 2003, il ouvre une boutique à New York, tandis que celle de l’avenue George-V à Paris est entièrement repensée par l’artiste Dominique Gonzalez-Foerster. Il est nommé chevalier de l'ordre des Arts et des Lettres en 2008. En 2012, Nicolas Ghesquière quitte Balenciaga à la stupéfaction générale,,, un litige juridique douloureux pour Nicolas Ghesquière s'ensuit. Le 23 novembre 2022 Nicolas Ghesquière en donne l'explication lors du scandale de la campagne publicitaire des enfants posant dans une mise en scène BDSM, « Quand j'ai quitté @kering en 2012, je me sentais déconnecté et blessé par leurs valeurs et leur malhonnêteté».
Un an plus tard, le 4 novembre 2013, Nicolas Ghesquière est nommé directeur artistique des « collections Femme » de Louis Vuitton, où il prend la succession de Marc Jacobs,. Chez cette marque, il collabore régulièrement avec Woodkid pour l'habillage sonore de ses défilés.
Il participe à la reprise de Starmania par Thomas Jolly 2022 en créant les costumes pour les interprètes et danseurs de la comédie musicale, ce qui constitue sa première expérience pour le spectacle. 
Le 22 mai 2025 Nicolas Ghesquière présente la collection Croisière 2026 de Louis Vuitton au Palais des Papes à Avignon,.

## Distinction
- 2001 : prix international du Conseil des créateurs de mode américains.
- 2007 : nommé chevalier de l'ordre des Arts et des Lettres.

### Presse
- Katell Pouliquen, « Nicolas Ghesquière, héritier radical : interview », L'Express Styles, no 3168,‎ 21 mars 2012, p. 60 à 63 (ISSN 0014-5270)